# Karl Emanuel Klitzsch

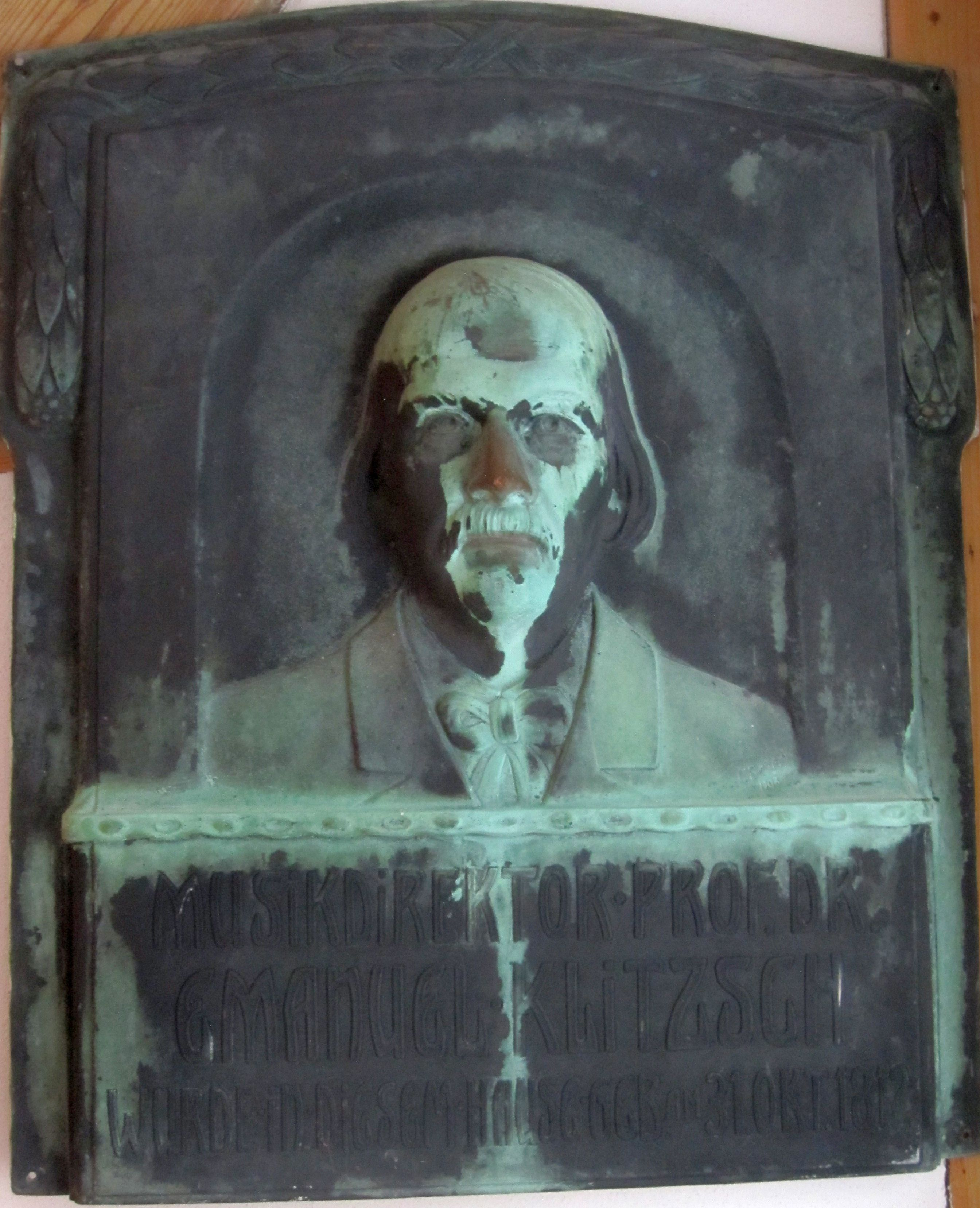
Gedenktafel mit Halbrelief von Klitzsch in Schönheide

Karl Emanuel Klitzsch (* 30. Oktober 1812 in Schönheide; † 5. März 1889 in Zwickau) war ein deutscher Organist, Komponist, städtischer Musikdirektor in Zwickau und Musikschriftsteller. Er war Mitarbeiter der 1834 von Robert Schumann begründeten Neuen Zeitschrift für Musik und Organisator der Zwickauer Schumann-Feste 1847 und 1860. Seine Kompositionen veröffentlichte er in Leipzig unter dem Pseudonym „Emanuel Kronach“.

## Leben
Klitzsch wurde als Sohn des Lehrers und Organisten Johann Christian Klitzsch in Schönheide in der schräg gegenüber der Kirche stehenden Schule geboren, die zur Unterscheidung der anderen Schulen im Ort „Kirchschule“ genannt wurde. Von 1825 bis 1833 besuchte er das Gymnasium in Schneeberg und studierte anschließend in Leipzig Philosophie, Latein und Griechisch. Nach dem Erlernen von Flöte und Geige als Kind widmete er sich in Leipzig zusätzlich Musikstudien und veröffentlichte zwei Arbeiten über Schrift und Musik. Von 1840 an war er in Zwickau am Gymnasium Lehrer für Latein und Griechisch. Zugunsten musikalischer Studien gab er 1853 den Lehrerberuf auf, verdiente zwei Jahre lang den Lebensunterhalt als Privatlehrer und wurde 1855 Organist an der St.-Marien-Kirche in Zwickau. Bei der Enthüllung einer Gedenktafel an seinem Geburtshaus wurde herausgestellt, er sei „Mittelpunkt des gesamten musikalischen Lebens in Zwickau“ gewesen. 1865 wurde Klitzsch die Aufgabe des Kirchenmusikdirektors an der Marienkirche übertragen, diese Stelle hatte er bis zum 1. April 1886 inne.

## Verhältnis zu Robert Schumann
Robert Schumann und Karl Emanuel Klitzsch scheinen befreundet gewesen zu sein. In seinem Brief an Klitzsch vom 19. Dezember 1849 verwendet Schumann die Anrede „Guter Freund“, und in einem Brief an seinen alten Zwickauer Lehrer im Jahr 1853 nennt er Klitzsch ebenfalls einen Freund. Im Brief an Klitzsch bittet er diesen, das 1849 entstandene Liederalbum für die Jugend op. 79 in einer Musikzeitschrift zu besprechen, "da Sie mich, glaube ich, von allen mit am besten verstehen". Weiter heißt es: "Sie werden es am besten aussprechen, was ich damit (mit der Komposition) gemeint habe". Beim Musikfest in Zwickau 1847, das vorwiegend Werke Schumanns aufführte, dirigierten Klitzsch und der Komponist, der bei seinen eigenen Werke die Stabführung übernahm, während die anderen Werke Klitzsch zur Aufführung brachte. Dieser hatte für die Abendmusik eigens eine Dithyrambe zu Ehren Clara und Robert Schumanns komponiert. Als Musikdirektor der Stadt Düsseldorf berichtete Robert Schumann in einem Brief an Klitzsch im Herbst 1851: "Ich bin sehr zufrieden in meiner hiesigen Stellung, und wüßte, da sie meine physischen Kräfte auch nicht zu sehr in Anspruch nimmt (dirigieren strengt doch sehr an) kaum eine, die ich mehr wünschte."
Am zweiten Zwickauer Schumann-Fest, das am 7. und 8. Juni 1860 anlässlich von Schumanns 50. Geburtstag stattfand und von Klitzsch und Bernhard von Schönberg organisiert wurde, nahmen zahlreiche prominente Musiker teil, darunter Franz Liszt, Theodor Kirchner und Ferdinand David. In einem privaten Konzert, das Klitzsch am Nachmittag des 7. Juni in seinem Hause gab, spielte Franz Liszt Schumanns Klaviersonate fis-Moll op. 11.

## Kompositionen
Neben einer umfangreichen Tätigkeit als Musikkritiker insbesondere in der Neuen Zeitschrift für Musik komponierte Klitzsch unter dem Pseudonym Emanuel Kronach. Er schuf zahlreiche kammermusikalische Werke, aber auch kirchenmusikalische, Orchester- und vokalsinfonische Werke.

## Ehrungen
Das Grab Klitzschs auf Zwickaus Hauptfriedhof besteht noch als Ehrengrab. Im Jahr 2012 fand dort aus Anlass des 200. Geburtstages eine Gedenkveranstaltung statt. Im selben Jahr gab es eine Sonderausstellung im Robert-Schumann-Haus. Die Gemeinde Schönheide brachte im Jahr 1908 am Nachfolgebau seines Geburtshauses eine kupferne Gedenktafel mit dem Text Musikdirektor Prof. Dr. Emanuel Klitzsch wurde in diesem Hause geb. am 31. Okt. 1812 an. Diese Gedenktafel hat seit etwa 2012 einen Platz im Bürsten- und Heimatmuseum Schönheide.

## Weiteres
Der Tag der Geburt Klitzschs ist im Kirchenbuch mit 30. Oktober nachts ca. 1 Uhr angegeben. Klitzsch selbst nannte immer wieder den 31. Oktober als Geburtstag, wohl davon ausgehend, nicht in der ersten Stunde des 30., sondern nach Mitternacht, also am 31. geboren zu sein. Da im Kirchenbuch der 30. Oktober als Tag der Taufe eingetragen ist, dürfte er tatsächlich am 30. Oktober das Licht der Welt erblickt und am gleichen Tag getauft worden sein. Danach sind wohl die Daten unzutreffend, die auf den beiden ihm gewidmeten Erinnerungsmonumenten stehen, dem Obelisken auf Zwickaus Hauptfriedhof und der Gedenktafel in Schönheide.